# مزاد فيكري
مزاد فيكري (بالإنجليزية: Vickrey Auction) هو نوع من مزادات السعر الثاني المغلقة، يقدم المشاركون عروضهم بشكل سري دون معرفة عروض الآخرين، ويفوز بالمزاد صاحب أعلى عرض، لكنه لا يدفع المبلغ الذي عرضه، بل يدفع ثاني أعلى عرض مقدم في المزاد. يُنسب هذا النموذج إلى الاقتصادي الكندي ويليام فيكري، الذي طرحه في ورقته البحثية عام 1961، وقد حصل لاحقًا على جائزة نوبل في الاقتصاد عام 1996 تقديرا لإسهاماته في نظرية الحوافز.
يعتبر مزاد فيكري حجر أساس في تصميم الآليات ونظرية الألعاب، لأنه يُشجّع المشاركين على الإفصاح الصادق عن تقييمهم الحقيقي للسلعة، نظرًا لأن أفضل استراتيجية لكل مشارك هي ببساطة تقديم السعر الذي يراه مناسبا دون الحاجة للتكهن بعروض الآخرين، علما بأنه يختلف عن مزاد السعر الثاني.

## الخصائص

### الكشف الذاتي والتوافق
في مزاد فيكري الذي يقوم على تقييمات خاصة، يحقق كل مزايد أقصى منفعة متوقعة له من خلال تقديم عرض يعكس تقييمه الحقيقي للسلعة المعروضة. أي أن المزايد يكشف عن قيمته الحقيقية، وهو ما يعرف بالكشف الذاتي. وتُستخدم هذه الأنواع من المزادات أحيانًا في تداول التجمعات المحددة ضمن سوق الأوراق المالية المدعومة بالرهن العقاري عبر الوكالات.

### الكفاءة بعد التنفيذ
يعد مزاد فيكري فعالا من حيث اتخاذ القرار (أي أن الفائز هو من لديه أعلى تقييم للسلعة) في ظل أكثر الظروف عمومية؛ لذلك يُستخدم نموذجا مرجعيا لتقييم الكفاءة في أنواع المزادات الأخرى. ومع ذلك، فإنه لا يكون فعالا من حيث الكفاءة بعد التنفيذ (أي أن مجموع التحويلات المالية يساوي صفرًا) إلا إذا تم اعتبار البائع كاللاعب صفر، بحيث يكون تحويله المالي مساوي لسالب مجموع تحويلات بقية المشاركين (أي العروض المقدمة).

### نقاط الضعف
لا يسمح هذا المزاد باكتشاف السعر، أي اكتشاف السعر السوقي في حال لم يكن المشترون واثقين من تقييماتهم الذاتية، إلا من خلال مزادات متتابعة، وقد يستخدم البائعون في هذا المزاد عروضا وهمية لزيادة أرباحهم زيادةً غير نزيهة.

## إثبات تفوّق استراتيجية المزايدة الصادقة
تُعدّ الاستراتيجية المهيمنة في مزاد فيكري الذي يتضمن عنصراً واحداً غير قابل للتجزئة، أن يقوم كل مزايد بتقديم عرض يساوي القيمة الحقيقية التي يُقدّر بها العنصر.
لنفترض أن {\displaystyle v_{i}} تمثل القيمة الحقيقية للمزايد {\displaystyle i} للعنصر، وأن {\displaystyle b_{i}} تمثل العرض الذي يقدمه المزايد {\displaystyle i}. في هذه الحالة، يكون العائد للمزايد {\displaystyle i} كما يلي:
{\displaystyle {\begin{cases}v_{i}-\max _{j\neq i}b_{j}&{\text{إذا كان }}b_{i}>\max _{j\neq i}b_{j},\\0&{\text{خلاف ذلك.}}\end{cases}}}
تُهيمن استراتيجية المزايدة الصادقة (أي تقديم {\displaystyle b_{i}=v_{i}}) على استراتيجية المزايدة بأكثر من القيمة الحقيقية. لنفترض أن المزايد {\displaystyle i} قدّم عرضاً {\displaystyle b_{i}>v_{i}}:
إذا كانت {\displaystyle \max _{j\neq i}b_{j}<v_{i}}، فإن المزايد سيفوز سواء استخدم عرضاً صادقاً أو مبالغاً فيه، والعائد في الحالتين سيكون متساوياً.
إذا كانت {\displaystyle \max _{j\neq i}b_{j}>b_{i}}، فإن المزايد سيخسر المزاد في كلتا الحالتين، وبالتالي يكون العائد صفرياً في الحالتين.
إذا كانت {\displaystyle v_{i}<\max _{j\neq i}b_{j}<b_{i}}، فإن المزايد سيفوز فقط باستخدام العرض المبالغ فيه، لكنه سيدفع أكثر مما يُقدّر به قيمة العنصر، مما يؤدي إلى عائد سلبي، بينما العائد باستخدام عرض صادق سيكون صفراً.
بالتالي، تُهيمن المزايدة الصادقة على المزايدة بأكثر من القيمة الحقيقية.
وبالطريقة نفسها تُهيمن المزايدة الصادقة أيضاً على استراتيجية المزايدة بأقل من القيمة الحقيقية
فإن المزايد سيخسر المزاد في كلتا الحالتين، ويكون العائد صفرياً.
إذا كانت {\displaystyle \max _{j\neq i}b_{j}<b_{i}}، فإن المزايد سيفوز في كلتا الحالتين، وسيدفع نفس السعر، لذا سيكون العائد متساوياً.
إذا كانت {\displaystyle b_{i}<\max _{j\neq i}b_{j}<v_{i}}، فإن الفوز سيكون فقط من خلال المزايدة الصادقة، والتي تؤدي إلى عائد إيجابي، بينما تؤدي المزايدة المنخفضة إلى خسارة المزاد وبالتالي عائد صفري.
بالتالي، تعد المزايدة الصادقة استراتيجية مهيمنة، حيث تتفوق على استراتيجيات المزايدة بأكثر أو بأقل من القيمة الحقيقية، وتُعدّ الاستراتيجية المثلى في هذا السياق.

## تكافؤ الإيرادات بين مزاد فيكري والمزاد السري بالسعر الأول
يُعتبر المزاد السري بالسعر الأول (أو مزاد أعلى عرض) والمزاد العلني التصاعدي (أو المزاد الإنجليزي) من أكثر أنواع المزادات شيوعًا. في المزاد السري، يُقدّم كل مشتري عرضه في ظرف مغلق، ويحصل صاحب أعلى عرض على العنصر ويدفع قيمة عرضه. أما في المزاد العلني، فإن المُزاد يقوم بالإعلان تدريجيًا عن أسعار أعلى، ويستمر المزاد حتى لا يرغب أي مشارك في المزايدة بسعر أعلى.
لنفترض أن قيمة المشتري للعنصر هي {\displaystyle v}، وأن السعر الحالي هو {\displaystyle b}. إذا كانت {\displaystyle v<b}، فإن رفع اليد للمزايدة يعدّ خسارة، أما إذا كانت {\displaystyle v>b} والمشتري ليس صاحب العرض الأعلى حاليًا، فمن الأفضل له أن يزايد بدلاً من السماح لمزايد آخر بالفوز. وبذلك تكون الاستراتيجية المهيمنة للمشتري هي الانسحاب من المزايدة عندما يصل السعر إلى تقييمه الشخصي للعنصر. وبهذا، كما في مزاد فيكري المغلق بالسعر الثاني، فإن السعر الذي يدفعه المشتري الأعلى قيمة يساوي ثاني أعلى قيمة بين المشاركين.
ننتقل الآن إلى حساب الدفعة المتوقعة في مزاد السعر الثاني المغلق. فيكري درس حالة وجود مشترين اثنين، وافترض أن قيمة كل مشتري يتم اختيارها عشوائيًا وبشكل مستقل من توزيع منتظم على الفترة {\displaystyle [0,1]}. وبما أن كل مزايد يستخدم استراتيجيته المهيمنة، فإن المزايد الذي لديه تقييم {\displaystyle v} يفوز إذا كانت قيمة خصمه {\displaystyle x<v}. إذا كانت {\displaystyle v} هي القيمة الأعلى، فإن الدفعة التي يدفعها الفائز موزعة بشكل منتظم على الفترة {\displaystyle [0,v]}، وبالتالي فإن القيمة المتوقعة للدفع هي:
{\displaystyle e(v)={\tfrac {1}{2}}v}
نُظهر الآن أنه في المزاد السري بالسعر الأول، يكون عرض التوازن للمزايد الذي يملك تقييمًا {\displaystyle v} هو:
{\displaystyle B(v)=e(v)={\tfrac {1}{2}}v}
أي أن الدفعة التي يدفعها الفائز في المزاد السري بالسعر الأول تساوي الإيراد المتوقع في مزاد السعر الثاني المغلق.
؛ إثبات تكافؤ الإيرادات
لنفترض أن المزايد 2 يستخدم الاستراتيجية {\displaystyle B(v)=v/2}، حيث {\displaystyle B(v)} هو العرض المُقدّم مقابل قيمة {\displaystyle v}. نريد أن نثبت أن أفضل رد للمزايد 1 هو استخدام نفس الاستراتيجية.
بداية، إذا كان المزايد 2 يستخدم {\displaystyle B(v)=v/2}، فإن أعلى عرض ممكن له هو {\displaystyle B(1)=1/2}، وبالتالي فإن المزايد 1 سيفوز دومًا إذا قدّم عرضًا مقداره 1/2 أو أكثر. لننظر الآن إلى عرض {\displaystyle b} في الفترة {\displaystyle [0,1/2]}. ولنفترض أن قيمة المزايد 2 هي {\displaystyle x}، فإن المزايد 1 سيفوز إذا {\displaystyle B(x)=x/2<b}، أي إذا {\displaystyle x<2b}. وبافتراض أن القيم موزعة بانتظام كما في فرضية فيكري، فإن احتمال الفوز هو {\displaystyle w(b)=2b}. لذا يكون العائد المتوقع للمزايد 1:
{\displaystyle U(b)=w(b)(v-b)=2b(v-b)={\tfrac {1}{2}}[v^{2}-(v-2b)^{2}]}
ونلاحظ أن {\displaystyle U(b)} يصل إلى قيمته العظمى عندما {\displaystyle b=v/2=B(v)}.